# Yelko Gómez
Yelko Marino Gómez Valdes (* 9. März 1989 in David) ist ein ehemaliger panamaischer Straßenradrennfahrer.

## Sportliche Laufbahn
Yelko Gómez gewann 2007 und 2008 jeweils die Gesamtwertung der Tour Ciclístico de Panamá. In der Saison 2007 gewann er das Eintagesrennen Memorial Avelino Camacho, und er wurde Zweiter der Vuelta a Navarra. Bei den Straßen-Weltmeisterschaften 2007 belegte er den 35. Platz im Straßenrennen der U23-Klasse. 2012 und 2013 fuhr Gómez für das spanische Professional Continental Team Caja Rural. In seinem ersten Jahr dort gewann er eine Etappe der Vuelta a Castilla y León. 2014 und 2015 wurde er panamaischer Zeitfahrmeister. 2019 beendete er seine aktive Radsportlaufbahn.

## Erfolge
2012
- eine Etappe Vuelta a Castilla y León

2014
- Panamaischer Meister – Einzelzeitfahren

2015
- Panamaischer Meister – Einzelzeitfahren